# Diedrich Suhr

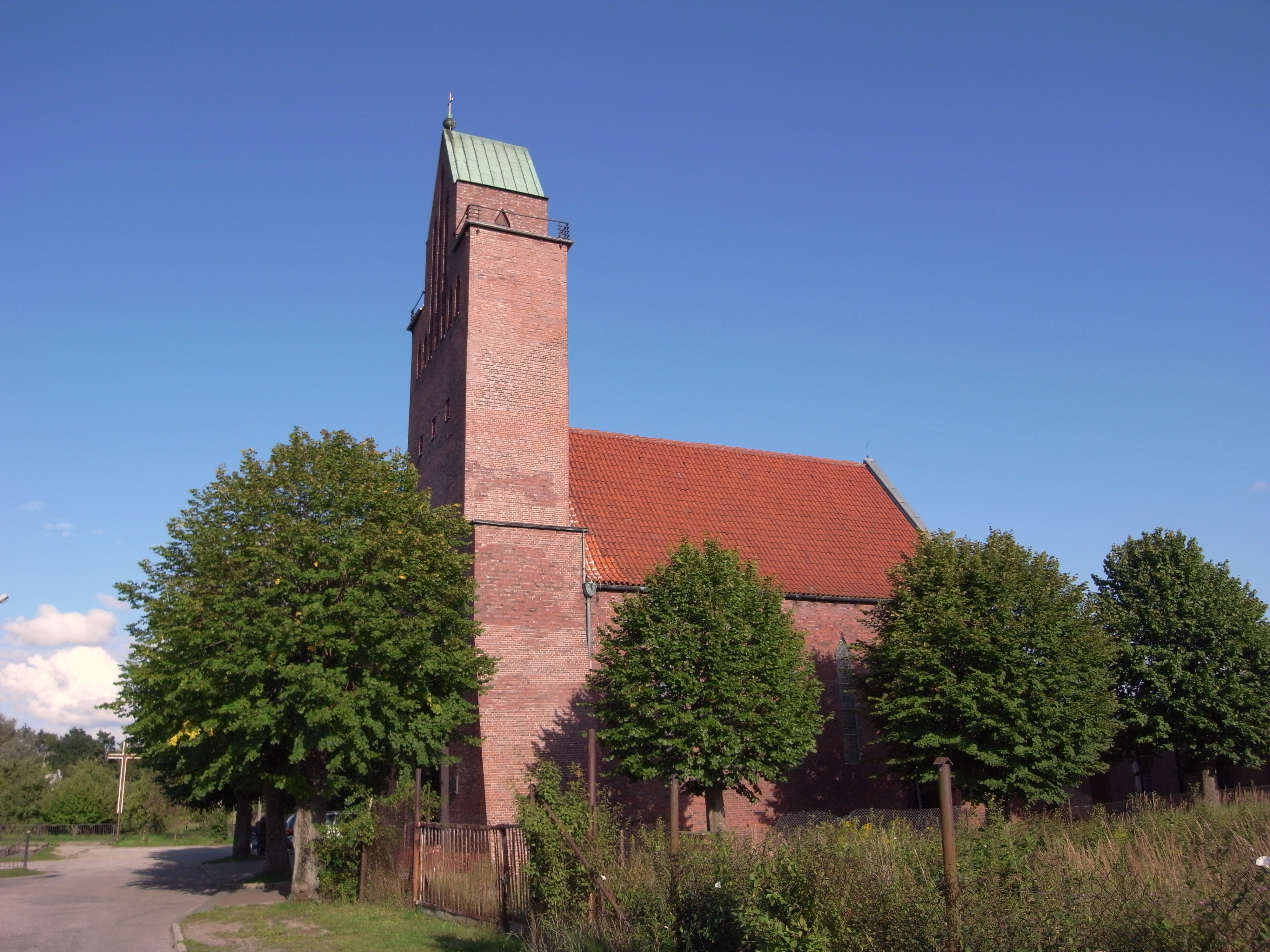
Kościół św. Antoniego Padewskiego w Sławnie

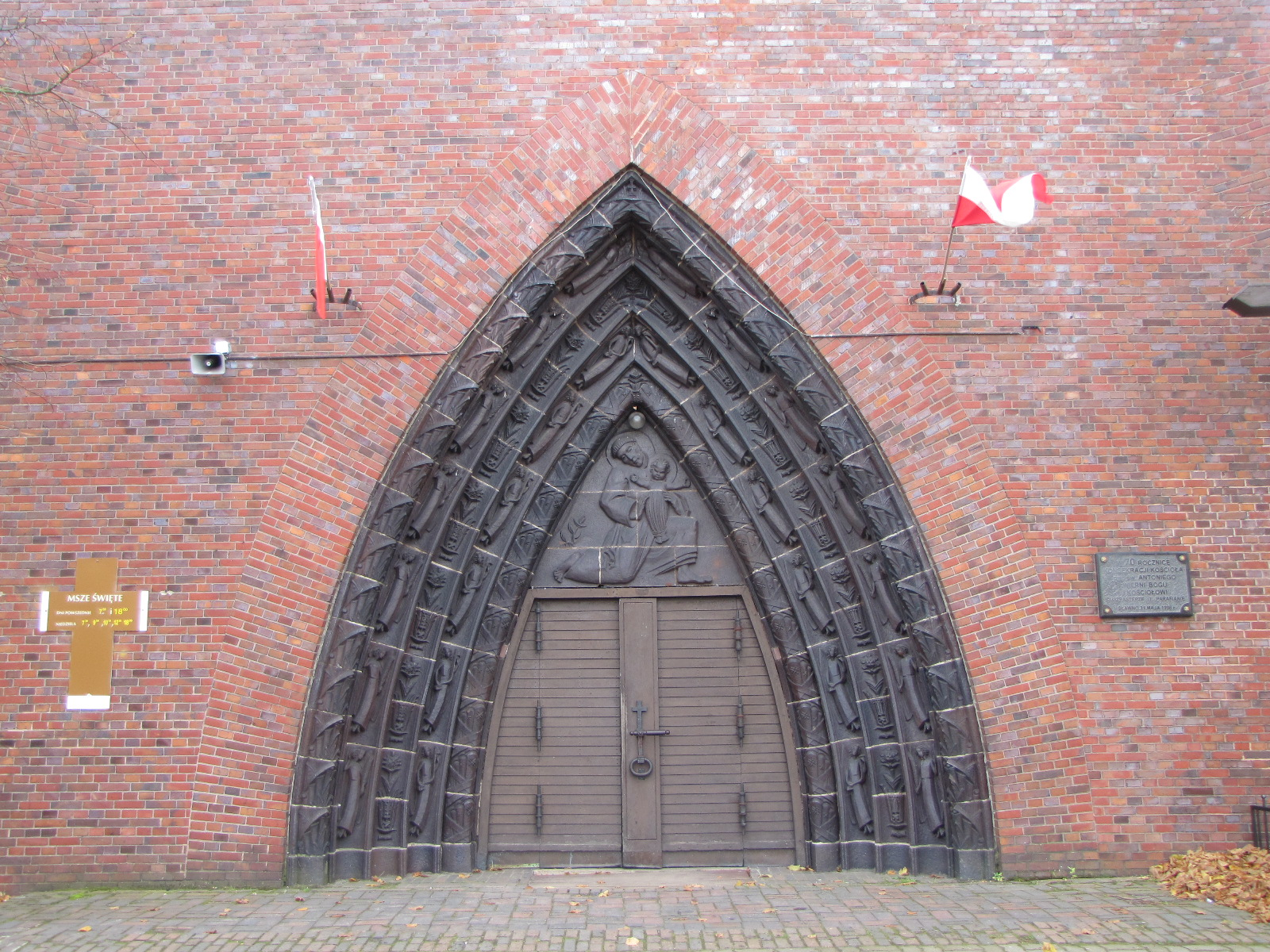
Portal kościoła św. Antoniego Padewskiego

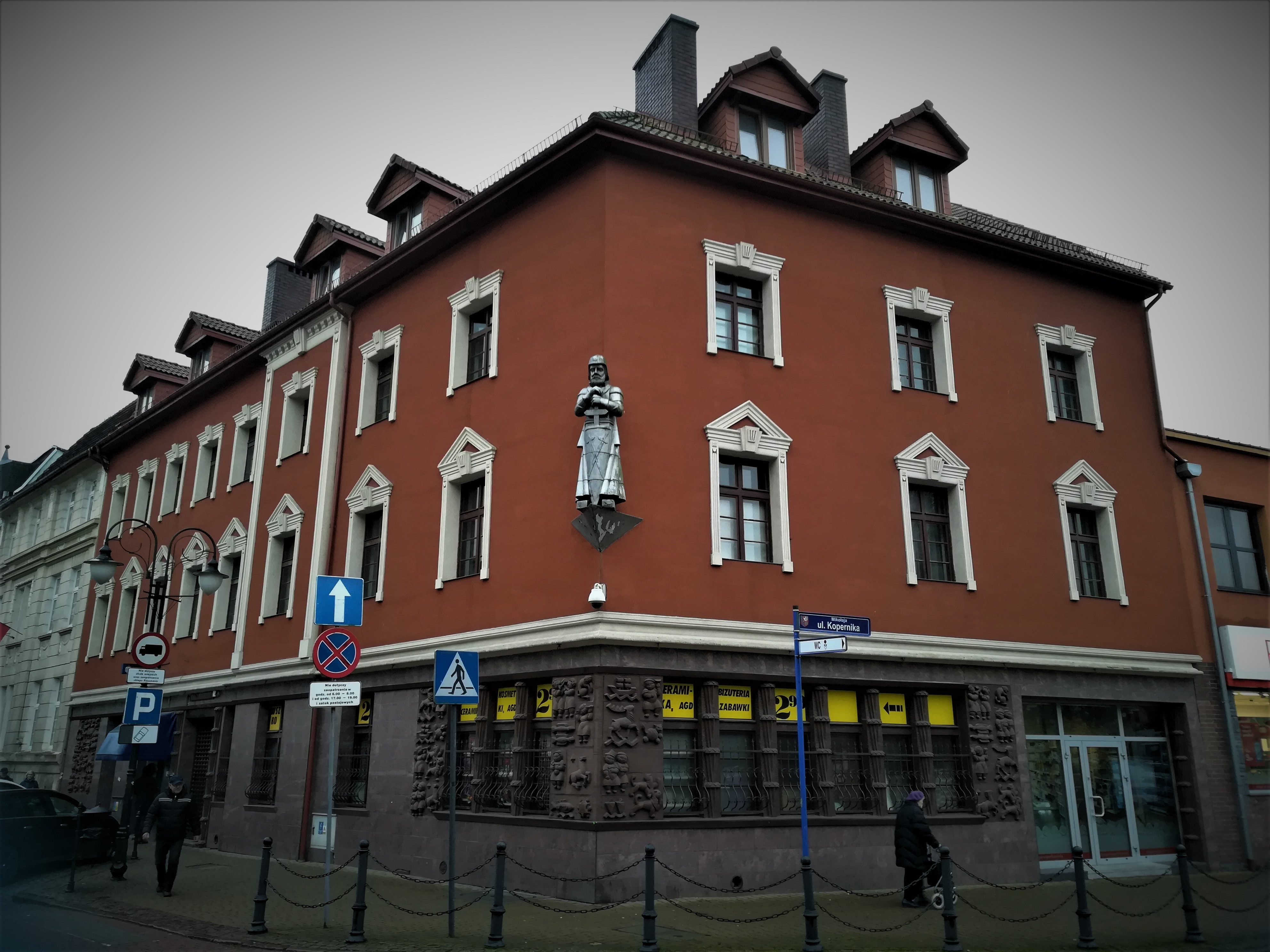
Hotel „Deutsche Haus” („W Starym Kinie”)

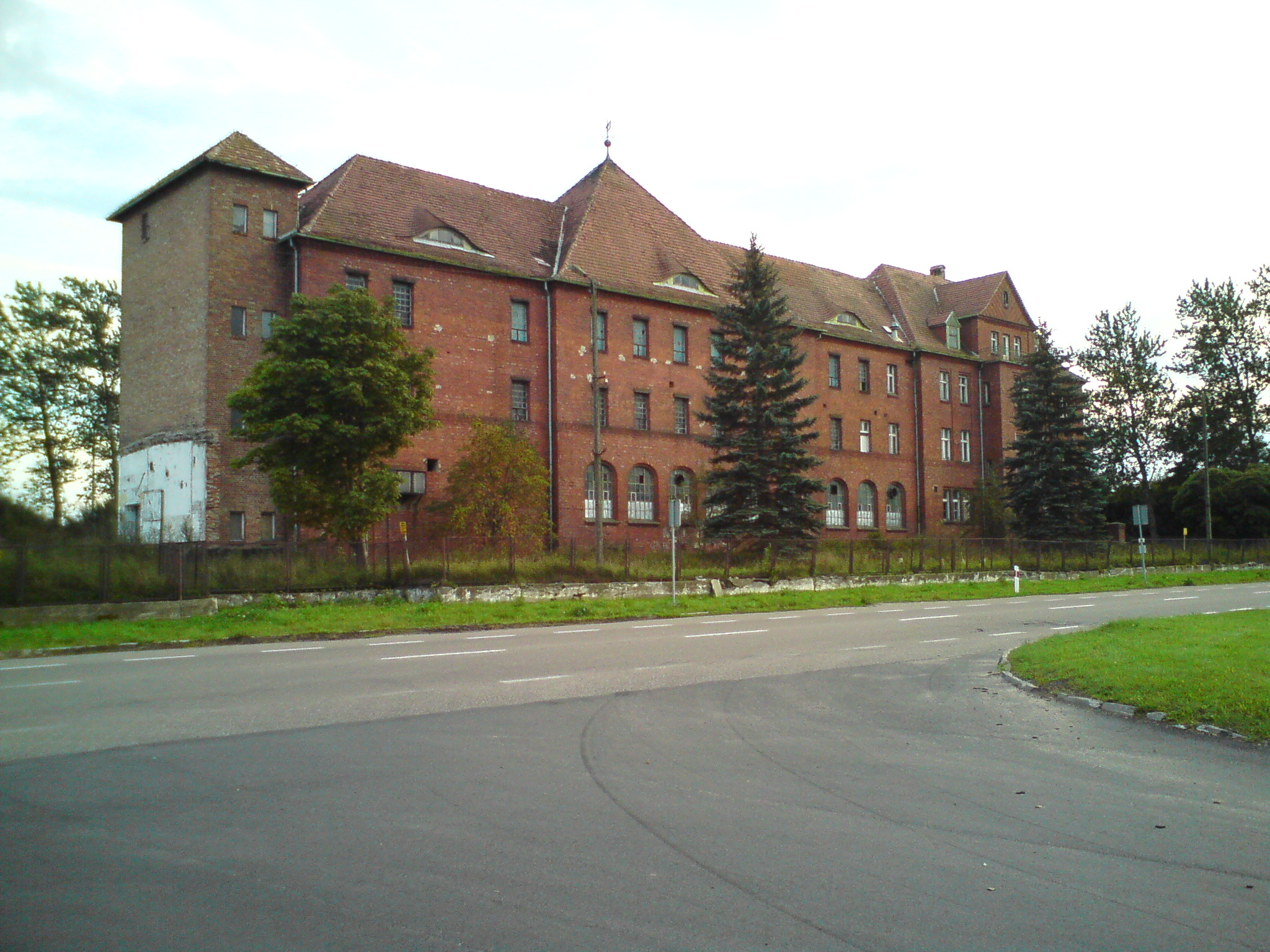
Zakłady Mięsne Carla Zypriesa

Diedrich Suhr (ur. 17 lutego 1882 w Eckwarden w Oldenburgu, zm. 24 lutego 1940 w Kilonii) – niemiecki architekt.

## Życiorys
Po ukończeniu studiów architektonicznych pracował w urzędzie miejskim w Rüstringen (dziś część Wilhelmshaven). W czasie I wojny światowej walczył na froncie zachodnim jako oficer piechoty morskiej. W 1916 r. ożenił się z Gertrude Nikolaus. Po wojnie zatrudnił się w biurze architektonicznym Dworca Głównego w Essen. Po zajęciu przez Francuzów Zagłębia Ruhry w 1921 r. wyjechał do Sławna, gdzie jego brat Theodor był architektem miejskim. W Sławnie pracował jako samodzielny architekt do 1929 r., kiedy to dr Hahn zaproponował mu pracę w Kilonii. Tam mieszkał do śmierci w 1940 r.  .

## Projekty
Zaprojektowany przez niego kościół św. Antoniego Padewskiego w Sławnie wpłynął na późniejsze projekty modernistycznych kościołów na Pomorzu, m.in. w Dalęcinie i Starninie. Współpracował z rzeźbiarzem Fritzem Theilmannem z Kilonii, który tworzył ceramiczne dekoracje do jego budynków. 
Budynki na Pomorzu zaprojektowane przez Diedricha Suhra:
- Kościół św. Antoniego Padewskiego w Sławnie - 1925-1928
- Szkoła Miejska w Sławnie - 1927-1928 (zrealizowano tylko I etap w latach 1936-1937)
- Ewangelicki Dom Parafialny (Sławieński Dom Kultury) - 1927
- Dom Parafialny w Koszalinie (niezrealizowany)
- Dom Starców w Sławnie
- Dom Starców w Miastku
- Hotel „Deutsche Haus” („W Starym Kinie”) w Sławnie
- Hotel "Munds" w Słupsku (zniszczony w 1945 r.)
- Dom Rolniczy Związku Skupu i Sprzedaży (ul. Tkacka 2) w Darłowie - 1925
- Zakłady Mięsne Carla Zypriesa (ul. Koszalińska 49) w Sławnie - 1927-1928
- dom Otto Lindnera (ul. Marii Curie-Skłodowskiej 22) w Sławnie
- „Dom Urzędnika” (ul. Chopina 12-14) w Sławnie
- „Dom Urzędnika” (ul. Dworcowa 26-28) w Miastku - 1923-1924
- dom dra Glasera (ul. Wojska Polskiego 3) w Sławnie
- dom dra Waeglera w Słupsku
- dom Pieztscha (ul. Bolesława Chrobrego 13) w Sławnie
- „Osiedle Robotników Rolnych” w Miastku[1]